# Fonollosa
Fonollosa – gmina w Hiszpanii, w prowincji Barcelona, w Katalonii, o powierzchni 52,15 km². W 2014 roku gmina liczyła 1 429 mieszkańców.